# 伊泰萨巴
伊泰萨巴是巴西塞阿拉州的一个市镇。总面积209.49平方公里，总人口6793人，人口密度32.4人/平方公里。